# Psilochorus dogmaticus
Psilochorus dogmaticus is een spinnensoort uit de familie trilspinnen (Pholcidae). De soort komt voor in Mexico.